# Aclyvolva lanceolata
Ovule des gorgones
Espèce
Aclyvolva lanceolata, l’Ovule des gorgones, est une espèce de gastéropodes marins de la famille des Ovulidae (les « ovules »).

## Description
Sa taille est comprise entre 14 mm et 35 mm.

## Répartition
Aclyvolva lanceolata est présent dans les eaux tropicales de la zone centrale Indo-Pacifique en Nouvelle-Guinée, au Japon et en Inde.

## Classification
Le nom valide complet (avec auteur) de ce taxon est Aclyvolva lanceolata (G. B. Sowerby II, 1849).
L'espèce a été initialement classée dans le genre Ovulum sous le protonyme Ovulum lanceolatum G. B. Sowerby II, 1849.
Aclyvolva lanceolata a pour synonymes :
- Aclyvolva lamyi (F. A. Schilder, 1932)
- Aclyvolva nicolamassierae Fehse, 1999
- Neosimnia lamyi Schilder, 1932
- Ovula rosea Rossiter, 1883
- Ovulum lanceolatum G. B. Sowerby II, 1849